# Dreissena caputlacus
Dreissena caputlacus is een tweekleppigensoort uit de familie van de Dreissenidae. De wetenschappelijke naam van de soort is voor het eerst geldig gepubliceerd in 1993 door Schütt.